# Паси, Соломон
Соломон Исак Паси (род. 22 декабря 1956, Пловдив, Болгария) — болгарский математик, путешественник-полярник и политик. Занимал должность министра иностранных дел с июля 2001 по август 2005 в правительстве Симеона II. В 2004 также занимал должность председателя Организации по безопасности и сотрудничеству в Европе.
По происхождению еврей-сефард. Родился в семье известного болгарского философа Исаака Паси. Получил степень доктора по математической логике и информатике в Софийском университете. Участвовал в правозащитном движении. В 1990 основал Атлантический клуб Болгарии — неправительственную организацию, лоббирующую вхождение Болгарии в НАТО, стал её первым председателем. Также основал Партию зелёных Болгарии.
Принимал участие в нескольких антарктических экспедициях на антарктическую станцию Святой Климент Охридский на острове Ливингстон (Южные Шетландские острова).

## Награды
- Большой крест ордена Леопольда II (2004 год, Бельгия)
- Большой крест орден Инфанта дона Энрике (2002 год, Португалия)
- Большой крест орден Гражданских заслуг (2003 год, Испания)
- Великий офицер ордена Звезды итальянской солидарности (2006 год, Италия)[3]
- Большой крест орден Изабеллы Католической (2006 год, Испания)